# Alberto Martínez Quezada
Alberto Alejandro Martínez Quezada (Iquique, 15 de enero de 1966) es un ingeniero civil, académico y político chileno. Actual Rector de la Universidad Arturo Prat (UNAP) de Iquique y  Consejero Regional de la Primera Región de Tarapacá.

## Biografía

### Familia
Hijo de Silvia Quezada Escobar (pampina, funcionaria en el Hospital Dr. Ernesto Torres Galdames y contadora del Instituto Comercial de Iquique) y de Alberto Martínez Moscoso (morrino, funcionario en el Banco de Chile y contador del Instituto Comercial de Iquique).

### Decanatura
Desde el año 2012 a 2019 fue Decano de la Facultad de Ingeniería y Arquitectura de la Universidad Arturo Prat, primer Vicepresidente de Red Universitaria Nacional (Reuna), además de Consejero de la Corporación de Decanos de Facultades de Ingeniería de Chile (CONDEFI). También fue presidente del Consejo Zonal Iquique del  Colegio de Ingenieros, miembro del directorio Universidad Virtual y del Centro Tecnológico Minero(CTM) de la ciudad de Iquique.
En 2015 se postuló como candidato a rector de la Universidad Arturo Prat por primera vez, donde obtuvo el 43,83% de las preferencias.  En el año 2019 se volvió a postular y resultó elegido con el 53,52% de los votos ponderados en segunda vuelta.  Asumió como rector de la universidad, sucediendo a Gustavo Soto Bringas, el 25 de noviembre de 2019.

### Carrera Política
En su juventud fue Presidente de la Federación de Estudiantes de la Universidad Arturo Prat. Fue militante del Partido Demócrata Cristiano hasta su renuncia para iniciar su carrera política en el Frente amplio
En el año 2018 es electo como CORE en la Región de Tarapacá como candidato Independiente por el Frente Amplio. Y en marzo de 2018 asumió como Presidente del Consejo Regional hasta el 27 de febrero de 2019.